# Świstak żółtobrzuchy
Świstak żółtobrzuchy (Marmota flaviventris) – gryzoń z rodziny wiewiórkowatych, jeden z przedstawicieli rodzaju Marmota. Spotykany na obszarze Ameryki Północnej, w rejonach wysokogórskich.

## Występowanie
Zamieszkuje głównie zachodnią część Stanów Zjednoczonych, jednak jego zasięg występowania sięga aż do prowincji Kolumbia Brytyjska i Alberta w Kanadzie. Preferuje tereny suche – półpustynne oraz leśne, zwykle występując na wysokości około 2000 m n.p.m.. 

## Charakterystyka

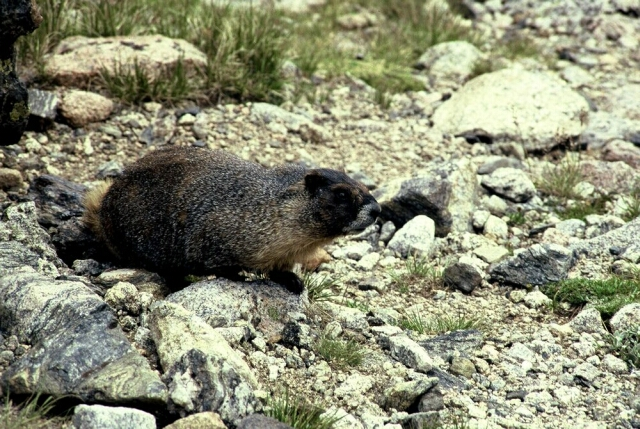
Świstak żółtobrzuchy

### Morfologia
Osiąga masę ciała od 2 do 5 kg oraz od 42 do 70 cm długości. Osobniki, które występują na niższych i suchych siedliskach są zwykle mniejsze od tych zamieszkujących tereny wysokogórskie. Ma gęstą sierść, żółtą na brzuchu, a  płowa na grzbiecie. Ma ciemniejszy pysk poza okolicą wokół nosa, która bywa bardzo jasna. Jego ogon jest długi i puszysty, osiąga 13-22 cm.

### Dieta
Są roślinożerne – żywią się głównie trawami i kwiatami, a pod koniec lata istotną część ich diety stanowią nasiona. Podczas hibernacji młode świstaki tracą nawet 50% masy ciała.

### Tryb życia
Żyje w niewielkich stadach (dominujący samiec i 2–3 samice). Jest zwierzęciem terytorialnym. 
Żyje w norach o głębokości do 0,6 m i rozciągają się na około 4 metry szerokości. Spędzają w nich większość swojego czasu. Na wolności przeżywa około 12-15 lat. Komunikują się głównie wizualnie oraz dźwiękowo: 3 podstawowe sygnały to szczękanie zębami, gwizd oraz rodzaj krzyku.

### Rozmnażanie
Rozmnażają się raz w roku, a w jednym miocie rodzi się zazwyczaj od 3 do 8 młodych. Nowonarodzone świstaki mają około 11 cm długości i ważą średnio 34 gramy. Ciąża trwa około miesiąca, a młode osiągają dojrzałość płciową po dwóch latach.